# János Kocsis
János Kocsis (ur. 16 lutego 1951 w Budapeszcie, zm. 20 kwietnia 2025) – węgierski zapaśnik walczący w stylu wolnym. Dwukrotny olimpijczyk. Dziesiąty w Montrealu 1976 i dziewiąty w Moskwie 1980. Walczył w kategorii 68 kg.
Brązowy medalista mistrzostw świata w 1973. Czwarty na mistrzostwach Europy w 1974 i 1976 roku.
- Turniej w Montrealu 1976

Pokonał Clive Llewellyna z Kanady i Rami Mirona z Izraela i przegrał z Donczo Żekowem z Bułgarii i
José Ramosem z Kuby.
- Turniej w Moskwie 1980

Pokonał Nguyễn Ðìnha Chi z Wietnamu, a przegrał z Dzewegijnem Ojdowem z Mongolii i Jagmanderem Singhem z Indii.
Jego brat Ferenc Kocsis również był zapaśnikiem, mistrzem olimpijskim z 1980.